# 田中修 (中国研究者)
田中 修（たなか おさむ、1958年 - ）は、日本の中国研究者、財務官僚。元税務大学校長。東京都出身。

## 経歴
1977年東京都立西高等学校卒業、1982年 東京大学法学部第2類（公法コース）卒業、大蔵省入省（大臣官房文書課）。東京大学学術博士。入省同期に片山さつき、福田淳一、佐川宣寿、迫田英典ら
。
1985年7月には運輸省運輸政策局総合計画課の総合交通係長として出向し、1987年7月より足利税務署長として1年間地方勤務を行う。翌1988年7月には国税庁調査査察部査察課の課長補佐。1992年には大臣官房調査企画課長補佐（渉外）。1996年から1999年まで外務省在中国日本国大使館経済部に一等書記官、2000年には同参事官として勤務。帰国後、2000年 財務省主計局主計企画官（財政分析担当）。2001年 財務省主計局主計企画官（財政分析、政策評価担当）。2002年 財務省主計局主計官（内閣、司法・警察、財務係担当）。2003年 信州大学経済学部（現・経法学部応用経済学科）教授。2005年 内閣府政策統括官（経済財政運営担当）付参事官（予算編成基本方針担当）兼内閣府「道州制特区」推進担当参事官。2007年 財務総合政策研究所研究部長。2010年 財務総合政策研究所次長。2015年 財務総合政策研究所副所長兼財務省大臣官房政策評価審議官。2016年 財務総合政策研究所副所長兼税務大学校校長。2017年 退官、財務総合政策研究所特別研究官（中国研究交流顧問）。2017年12月損保ジャパン日本興亜株式会社顧問。2018年4月奈良県立大学特任教授。2018年12月日本貿易振興機構アジア経済研究所新領域研究センター上席主任調査研究員。2019年4月拓殖大学大学院経済学研究科客員教授。2024年1月株式会社三井物産戦略研究所特別研究フェロー。

## 著書
- 『新中国事情』大蔵財務協会.2001
- 『中国第十次五ヵ年計画―中国経済をどう読むか？―』蒼蒼社.2001
- 『検証　現代中国の経済政策決定－近づく改革開放路線の臨界点－』日本経済新聞出版社，2007（第20回アジア・太平洋賞受賞）
- 『2011～2015年の中国経済―第12次5ヵ年計画を読む―』蒼蒼社　2011
- 『世界を読み解く経済思想の授業 スミス、ケインズからピケティまで』日本実業出版社，2015
- 『日本人と資本主義の精神』ちくま新書 2017

## 外部サイト
- アジア経済研究所
- 東京大学　エグゼクティブ・マネジメント・プログラム（東大EMP）　田中修（PDFファイル）
- 田中修（日中産学官交流機構）寄稿コラム（サーチナ）